# جون ماكسويل
جون ماكسويل (بالإنجليزية: John Maxwell)‏ هو ممثل أمريكي، ولد في 11 مارس 1918، وتوفي في 18 يوليو 1982.

## وصلات خارجية
- جون ماكسويل على موقع IMDb (الإنجليزية)
- جون ماكسويل على موقع ألو سيني (الفرنسية)
- جون ماكسويل على موقع أول موفي (الإنجليزية)
- جون ماكسويل على موقع قاعدة بيانات الأفلام السويدية (السويدية)
- جون ماكسويل على موقع قاعدة بيانات الفيلم (الإنجليزية)
- جون ماكسويل على موقع كينوبويسك (الروسية)